# Ametrodiplosis populicola
Ametrodiplosis populicola är en tvåvingeart som beskrevs av Nikolai Vasilevich Kovalev 1972. Ametrodiplosis populicola ingår i släktet Ametrodiplosis och familjen gallmyggor. Inga underarter finns listade i Catalogue of Life.